# Paryż-Tours
Paryż-Tours (fr. Paris-Tours) – jeden z najsłynniejszych klasycznych (jednodniowych) wyścigów kolarskich, rozgrywany corocznie w październiku na trasie z Paryża do Tours. 
W latach 2005–2007 był częścią UCI ProTour, od 2008 należał do cyklu UCI Europe Tour, w którym posiadał najwyższą kategorię 1.HC, a od 2020 jest częścią UCI ProSeries
Inauguracja miała miejsce w 1896, a pierwszym zwycięzcą został Francuz Eugène Prévost. Najwięcej zwycięstw w wyścigu (3) odnieśli Belgowie Gustave Danneels (1934 i 1936-1937) oraz Guido Reybrouck (1964, 1966 i 1968), Francuz Paul Maye (1941–1942 i 1945) oraz Niemiec Erik Zabel (1994, 2003 i 2005).
Trzykrotnie w czołowej dziesiątce wyścigu był Zbigniew Spruch (3. w 1994, 7. w 2000 i 10. w 2001 roku).

## Zwycięzcy
Opracowano na podstawie:
| Rok  | Pierwsze               | Drugie                   | Trzecie                    |
| ---- | ---------------------- | ------------------------ | -------------------------- |
| 1896 | Eugène Prévost         | Emile Ouzou              | Lucien Bouvet              |
| 1901 | Jean Fischer           | Georges Lorgeou          | Édouard Wattelier          |
| 1906 | Lucien Petit-Breton    | Louis Trousselier        | Henri Cornet               |
| 1907 | Georges Passerieu      | André Pottier            | Émile Georget              |
| 1908 | Omer Beaugendre        | Frédéric Saillot         | François Faber             |
| 1909 | François Faber         | Jean Alavoine            | Ernest Paul                |
| 1910 | François Faber         | Louis Trousselier        | Émile Engel                |
| 1911 | Octave Lapize          | Cyrille van Hauwaert     | Émile Georget              |
| 1912 | Louis Heusghem         | Charles Deruyter         | Lucien Petit-Breton        |
| 1913 | Charles Crupelandt     | Georges Passerieu        | Louis Luguet               |
| 1914 | Oscar Egg              | Émile Engel              | Philippe Thys              |
| 1917 | Philippe Thys          | Marcel Godivier          | Eugène Christophe          |
| 1918 | Charles Mantelet       | Lucien Cazalis           | Alexis Michiels            |
| 1919 | Hector Tiberghien      | René Vandenhove          | Jean Rossius               |
| 1920 | Eugène Christophe      | Honoré Barthélémy        | Albert Dejonghe            |
| 1921 | Francis Pélissier      | Louis Mottiat            | Eugène Christophe          |
| 1922 | Henri Pélissier        | Heiri Suter              | Robert Jacquinot           |
| 1923 | Paul Deman             | Félix Sellier            | Hector Tiberghien          |
| 1924 | Louis Mottiat          | Nicolas Frantz           | Jules Huyvaert             |
| 1925 | Denis Verschueren      | August Mortelmans        | Jean Hillarion             |
| 1926 | Heiri Suter            | Kastor Notter            | Nicolas Frantz             |
| 1927 | Heiri Suter            | Gustaaf Van Slembrouck   | Georges Ronsse             |
| 1928 | Denis Verschueren      | Charles Pélissier        | Marius Gallottini          |
| 1929 | Nicolas Frantz         | Aimé Deolet              | Georges Ronsse             |
| 1930 | Jean Maréchal          | Marcel Bidot             | Frans Bonduel              |
| 1931 | André Leducq           | Roger Parioleau          | Alfred Hamerlinck          |
| 1932 | Julien Moineau         | Herbert Sieronski        | Amulio Viarengo            |
| 1933 | Jules Merviel          | Antonin Magne            | Ludwig Geyer               |
| 1934 | Gustave Danneels       | Romain Gijssels          | Félicien Vervaecke         |
| 1935 | René Le Grevès         | Roger Lapébie            | Raffaele di Paco           |
| 1936 | Gustave Danneels       | Fernand Mithouard        | Jules Coelart              |
| 1937 | Gustave Danneels       | Frans Bonduel            | Edgard de Caluwé           |
| 1938 | Jules Rossi            | Albertin Disseaux        | Paul Maye                  |
| 1939 | Frans Bonduel          | Lucien Storme            | Theo Pirmez                |
| 1941 | Paul Maye              | Albert Goutal            | Pierre Cloarec             |
| 1942 | Paul Maye              | Gérard Virol             | Jules Rossi                |
| 1943 | Gabriel Gaudin         | Achiel Buysse            | Albert Hendrickx           |
| 1944 | Lucien Teisseire       | Louis Gauthier           | Louis Thiétard             |
| 1945 | Paul Maye              | Joseph Goutorbe          | Émile Idée                 |
| 1946 | Briek Schotte          | Roger Prevotal           | Maurice De Muer            |
| 1947 | Briek Schotte          | Émile Idée               | Albert Sercu               |
| 1948 | Louis Caput            | Robert Mignat            | Émile Idée                 |
| 1949 | Albert Ramon           | Paul Néri                | Jacques Geus               |
| 1950 | André Mahé             | Urbain Caffi             | Guy Lapébie                |
| 1951 | Jacques Dupont         | Alfredo Martini          | Attilio Redolfi            |
| 1952 | Raymond Guégan         | Briek Schotte            | Louis Caput                |
| 1953 | Jozef Schils           | Ferdi Kübler             | Georges Gilles             |
| 1954 | Gilbert Scodeller      | Louison Bobet            | Pierre Michel              |
| 1955 | Jacques Dupont         | Fred De Bruyne           | Jean-Marie Cieleska        |
| 1956 | Albert Bouvet          | Julien Schepens          | Louison Bobet              |
| 1957 | Fred De Bruyne         | Louison Bobet            | Angelo Conterno            |
| 1958 | Gilbert Desmet         | Fred De Bruyne           | François Mahé              |
| 1959 | Rik Van Looy           | Coen Niesten             | André Noyelle              |
| 1960 | Jo de Haan             | Michel Stolker           | Luís Otaño                 |
| 1961 | Joseph Wouters         | Gilbert Desmet           | Anatole Novak              |
| 1962 | Jo de Roo              | Frans Melckenbeeck       | Benoni Beheyt              |
| 1963 | Jo de Roo              | Tom Simpson              | Raymond Poulidor           |
| 1964 | Guido Reybrouck        | Rik Van Looy             | Gustaaf De Smet            |
| 1965 | Gerben Karstens        | Gustaaf De Smet          | Fernand Deferm             |
| 1966 | Guido Reybrouck        | Rik Van Looy             | Paul Lemeteyer             |
| 1967 | Rik Van Looy           | Barry Hoban              | José Samyn                 |
| 1968 | Guido Reybrouck        | Walter Godefroot         | Eric Leman                 |
| 1969 | Herman Van Springel    | Frans Verbeeck           | Roger Jochmans             |
| 1970 | Jürgen Tschan          | René Pijnen              | Guido Reybrouck            |
| 1971 | Rik Van Linden         | Marino Basso             | Gerben Karstens            |
| 1972 | Noël Vantyghem         | Jos Huysmans             | Willy De Geest             |
| 1973 | Rik Van Linden         | Roger De Vlaeminck       | Frans Verbeeck             |
| 1974 | Francesco Moser        | Jean-Pierre Danguillaume | Eric Leman                 |
| 1975 | Freddy Maertens        | Frans Van Looy           | Roger De Vlaeminck         |
| 1976 | Ronald De Witte        | Raymond Poulidor         | Robert Bouloux             |
| 1977 | Joop Zoetemelk         | Johan De Muynck          | Hennie Kuiper              |
| 1978 | Jan Raas               | Jos Jacobs               | Guido Van Calster          |
| 1979 | Joop Zoetemelk         | Giuseppe Saronni         | Jan Raas                   |
| 1980 | Daniel Willems         | Alain Vigneron           | Eddy Vanhaerens            |
| 1981 | Jan Raas               | Ferdi Van Den Haute      | Luc Colijn                 |
| 1982 | Jean-Luc Vandenbroucke | Pierino Gavazzi          | Alfons De Wolf             |
| 1983 | Ludo Peeters           | Adrie van der Poel       | Jan Raas                   |
| 1984 | Sean Kelly             | Steven Rooks             | Bruno Wojtinek             |
| 1985 | Ludo Peeters           | Moreno Argentin          | Sean Kelly                 |
| 1986 | Phil Anderson          | Jean-Louis Peillon       | Charly Mottet              |
| 1987 | Adrie van der Poel     | Teun van Vliet           | Maurizio Fondriest         |
| 1988 | Peter Pieters          | Jan Goessens             | Sean Kelly                 |
| 1989 | Jelle Nijdam           | Eric Vanderaerden        | Johan Museeuw              |
| 1990 | Rolf Sørensen          | Phil Anderson            | Maurizio Fondriest         |
| 1991 | Johan Capiot           | Olaf Ludwig              | Nico Verhoeven             |
| 1992 | Hendrik Redant         | Christian Henn           | Olaf Ludwig                |
| 1993 | Johan Museeuw          | Maurizio Fondriest       | Ołeksandr Honczenkow       |
| 1994 | Erik Zabel             | Gianluca Bortolami       | Zbigniew Spruch            |
| 1995 | Nicola Minali          | Andrei Tchmil            | Sven Teutenberg            |
| 1996 | Nicola Minali          | Tom Steels               | Giovanni Lombardi          |
| 1997 | Andrei Tchmil          | Maximilian Sciandri      | Henk Vogels                |
| 1998 | Jacky Durand           | Mirko Gualdi             | Jaan Kirsipuu              |
| 1999 | Marc Wauters           | Gianni Faresin           | Jaan Kirsipuu              |
| 2000 | Andrea Tafi            | Andrei Tchmil            | Daniele Nardello           |
| 2001 | Richard Virenque       | Óscar Freire             | Erik Zabel                 |
| 2002 | Jakob Piil             | Jacky Durand             | Erik Zabel                 |
| 2003 | Erik Zabel             | Alessandro Petacchi      | Stuart O’Grady             |
| 2004 | Erik Dekker            | Danilo Hondo             | Óscar Freire               |
| 2005 | Erik Zabel             | Daniele Bennati          | Allan Davis                |
| 2006 | Frédéric Guesdon       | Kurt Asle Arvesen        | Stuart O’Grady             |
| 2007 | Alessandro Petacchi    | Francesco Chicchi        | Óscar Freire               |
| 2008 | Philippe Gilbert       | Jan Kuyckx               | Sébastien Turgot           |
| 2009 | Philippe Gilbert       | Tom Boonen               | Borut Božič                |
| 2010 | Óscar Freire           | Angelo Furlan            | Gert Steegmans             |
| 2011 | Greg Van Avermaet      | Marco Marcato            | Kasper Klostergaard        |
| 2012 | Marco Marcato          | Laurens De Vreese        | Niki Terpstra              |
| 2013 | John Degenkolb         | Michael Mørkøv           | Arnaud Démare              |
| 2014 | Jelle Wallays          | Thomas Voeckler          | Jens Debusschere           |
| 2015 | Matteo Trentin         | Tosh Van der Sande       | Greg Van Avermaet          |
| 2016 | Fernando Gaviria       | Arnaud Démare            | Jonas Van Genechten        |
| 2017 | Matteo Trentin         | Søren Kragh Andersen     | Niki Terpstra              |
| 2018 | Søren Kragh Andersen   | Niki Terpstra            | Benoît Cosnefroy           |
| 2019 | Jelle Wallays          | Niki Terpstra            | Oliver Naesen              |
| 2020 | Casper Pedersen        | Benoît Cosnefroy         | Joris Nieuwenhuis          |
| 2021 | Arnaud Démare          | Franck Bonnamour         | Jasper Stuyven             |
| 2022 | Arnaud Démare          | Edward Theuns            | Sam Bennett                |
| 2023 | Riley Sheehan          | Lewis Askey              | Tobias Halland Johannessen |
| 2024 | Christophe Laporte     | Mathias Vacek            | Jasper Philipsen           |

## Polacy w Paryż-Tours
1986
66. Czesław Lang
76. Lech Piasecki
1991
105. Marek Kulas
129. Zenon Jaskuła
1994
3. Zbigniew Spruch
59. Andrzej Sypytkowski
60. Zenon Jaskuła
90. Cezary Zamana
103. Marek Leśniewski
1995
35. Marek Leśniewski
95. Zbigniew Spruch
1996
87. Marek Leśniewski
1997
99. Marek Leśniewski
1998
70. Grzegorz Gwiazdowski
80. Zbigniew Spruch
1999
19. Zbigniew Spruch
66. Grzegorz Gwiazdowski
2000
7. Zbigniew Spruch
2001
10. Zbigniew Spruch
60. Piotr Wadecki
2002
39. Zbigniew Spruch
73. Piotr Wadecki
135. Tomasz Brożyna
2004
34. Zbigniew Piątek
77. Cezary Zamana
87. Dariusz Baranowski
2006
DNF Piotr Mazur
2008
172. Maciej Bodnar
2010
44. Maciej Bodnar
79. Maciej Paterski
96. Marcin Sapa
170. Jarosław Marycz
2011
82. Michał Kwiatkowski
2015
89. Maciej Bodnar
2016
117. Michał Gołaś